# Swan Hill Rural City
Swan Hill Rural City is een Local Government Area (LGA) in Australië in de staat Victoria. Swan Hill Rural City telt 21.611 inwoners. De hoofdplaats is Swan Hill.